# Agápē
Agápē es el segundo Mixtape de la cantante y actriz Jojo, fue lanzado el 20 de diciembre del 2012 en su cumpleaños número 22. El anuncio fue realizado en noviembre del mismo año y con la idea de no hacer esperar mucho a sus fanes con su próximo tercer álbum de estudio (2014).
El primer sencillo promocional titulado «We Get By» fue publicado el 15 de noviembre de 2012 en el sitio Soundcloud de JoJo y con un límite de descargas gratis. El 30 de noviembre de 2012 lanzó «Andre» como segundo sencillo promocional, que además cuenta con un video musical dirigido por Patrick "Embryo" Tapu.

## Antecedentes
Luego del lanzamiento del primer mixtape de JoJo Can't Take That Away from Me en septiembre de 2010, JoJo continuo con la producción de su tércer álbum de estudio, anteriormente titulado All I Want Is Everything (2008-2010) y luego renombrado por Jumping Trains (2011) y actualmente sin nombre. El primer sencillo promocional del álbum «The Other Chick» fue anunciado en abril de 2011 y finalmente filtrado en mayo de 2011. «Disaster» fue lanzado como primer sencillo oficial del álbum, con la producción de Gino Barletta y publicado el 6 de septiembre de 2011. Debutó en el número 87 de la Billboard Hot 100 de los Estados Unidos. Luego, JoJo fue asignada como el nuevo rostro publicitario de Clearasil incorporando en el spot una nueva canción llamada «Sexy To Me» que finalmente fue lanzada como segundo sencillo promocional el 28 de febrero de 2012.
JoJo lanzó al mercado «Demonstrate», una canción producida por Noah "40" Shebib como el segundo sencillo oficial del álbum. A fines de 2012, Interscope Records abandonó Blackground Records debido a una destribución por parte de la compañía, haciendo que el álbum fuese aplazado hasta 2013. El 15 de noviembre de 2012, JoJo oficializó el lanzamiento de su nuevo segundo mixtape que fue lanzado en su cumpleaños número 22, el 20 de diciembre de 2012 bajo el título de Agápē.
JoJo describe Agápē, como un "Trabajo de amor desde el corazón sin límites ni fronteras". En una entrevista con VibeVixen al describir el álbum, JoJo dijo: "Yo diría que este es sin duda el órgano más coherente de trabajo. Se trata más de una experiencia, hay interludios y más", dice. "Va a clase de dejarte entrar en lo que ha estado pasando en mi vida personal, mi familia. Realmente suena en mí ser de Massachusetts, yo viviendo en Los Ángeles y me encontraba entre esos dos mundos, no necesariamente sentir que pertenezco a ninguna parte, pero supongo que es como la mayoría de la gente se siente en sus 20 años".

## Grabación y composición
El 15 de noviembre de 2012, a sólo dos meses del lanzamiento del mixtape, JoJo había anunciado oficialmente que había estado trabajando en su segundo mixtape que fue programado para ser lanzado en su cumpleaños número 22, el 20 de diciembre de 2012. La grabación del mixtape comenzó en enero de 2012, en dónde JoJo dijo: "No quiero mantener a mis fans esperando música nueva por más tiempo". Debido a los problemas en curso con su sello, Blackground Records, que se han mostrado reacios a dar cualquier nueva canción, incluyendo el segundo sencillo de su tercer álbum de estudio, «Demonstrate», que ha dado lugar que la publicación del álbum se retrasara varias veces, por lo tanto JoJo comenzó a grabar nuevo material que se utilizará específicamente para un nuevo mixtape.
El mixtape fue grabado durante seis días y con una canción escrita y grabada cada día, mientras que «Andre» y «Can't Handle The Truth» ya habían sido registrados con anterioridad a la producción del mixtape, «Can't Handle The Truth» fue grabada originalmente para su tercer álbum, pero finalmente JoJo ganó el permiso de la canción del productor Boi-1da para liberarla en el mixtape. La primera canción escrita para el mixtape fue el primer sencillo, «We Get By».
En el mixtape predomina el R&B/Pop; Sin embargo, JoJo describe el sonido como un género menor. El primer track «Back2thebeginningagain» se describe con la constante lucha de JoJo con su sello discográfico y cómo finalmente se siente bien grabando el tipo de música que siempre ha querido. JoJo comenta "Se trata de conducir por Foxborough en el Toyota de mi padre, y simplemente estar en contacto con mis raíces: ¿Quién soy?, ¿De dónde vengo?, yo estoy hablando de algunos de esos tiempos oscuros. Yo he bebido hasta que he ido a dormir y despertar y tener la sensación de "Bueno, todo lo demás está en el pasado. Hoy empiezo adelante y comienzo de nuevo". La segunda pista del mixtape «We Get By» es principalmente de R&B/Pop. Está escrito por JoJo y expresa que hay que ser optimista a pesar de los obstáculos que enfrenta. La tercera pista «Take The Canyon» está influenciado por una vieja relación de la artista. JoJo dice "Take The Canyon es acerca de hacer trampa, y se trata de tener sólo una ventana de tiempo para estar con el amante y la necesidad de llegar lo más pronto posible para este encuentro ilícito". El cuarto tema se titula «Billions» y fue escrito originalmente acerca de un antiguo amante. JoJo describe "Se convirtió en mi familia. Tanto como puedo ver en el mundo, no hay nada más importante para mí que el fundamento de la familia, la amistad y el amor verdadero."
La quinta pista «Thinking Out Loud» está inspirado en un exnovio de JoJo. Y es acerca de cómo su corazón en realidad no se ha reparado en la forma en que terminaron las cosas. La sexta pista en el mixtape es un cover de Joni Mitchell, «Free Man in Paris», que sirve como un homenaje a Mitchell, pero fue rebautizado como «White Girl In Paris». La séptima pista y el segundo sencillo del mixtape «Andre», también fue escrita por JoJo mientras que la producción fue manejada por Sr. Franks. JoJo dice que «Andre» no es necesariamente un homenaje directo a Andre 3000 del grupo Outkast. "Estoy totalmente admirada de Andre y admiro tanto a él como a los chicos de Outkast - su arte y creatividad es increíble", explica. "El hombre en Andre es, creo que súper sexy - alguien que no se limita, sólo se expresa a sí mismo.". El mixtape incluye elementos de la canción de Dropkick Murphys, «I'm Shipping Up To Boston», en el «St. Patrick's Day Interlude». La última canción, «Can't Handle The Truth»,, fue escrita por JoJo mientras que la producción estuvo a cargo de Boi-1da. Originalmente, la canción fue grabada para su tercer álbum. Al describir la canción, JoJo dice: "Se trata de hacer trampa y, básicamente, echándole la culpa a la persona. Diciendo así como, Tú eres responsable de mi infidelidad."

Ágape es el primer álbum de JoJo en contener letras explícitas. Hay algunas pistas que se refieren al consumo de drogas, como se escucha en «We Get By» y «Billions», respectivamente.

## Concepto y título
Debido a declaraciones del sello, ya no querían hacer esperar demasiado a los fanes por lo que comenzaron a materializar específicamente para el mixtape. A pesar de que este es su cuarto material, no contará para los siete discos requeridos en su contrato de Blackground, por lo que aún le quedan cinco más. En cuanto al título, fue descubierto por su profesor Aleister Crowley. Al describir el mixtape JoJo dice: "Este mixtape es simplemente para experimentar unos 27-28 minutos en un pequeño viaje conmigo y escuchar algunas historias, hay interludios, outerludes, mi papá tocando la armónica, y una conversación entre mi familia entera en acción de gracias".

## Promoción
Para promover el mixtape, JoJo presentó los dos sencillos por primera vez en Roxy de Los Ángeles, California. Durante la semana del lanzamiento, interpretó cuatro canciones acústicas en ThatGrapeJuice.com en dónde los fanes tuvieron la oportunidad de elegir las canciones, que fueron «Too Little Too Late», «André», «Demonstrate» & «The Chirstmas Song». JoJo confirmó la grabación de cinco videos musicales para el álbum, de los que incluyen «Andre», «Thinking Out Loud» y «Can't Handle The Truth».

### Tour
Parte de la promoción también incluye una gira llamada The Agápē Tour que recorre algunas ciudades de USA. Las fechas fueron anunciadas por la misma JoJo en su cuenta de Facebook durante la última semana de agosto. Ésta comenzó el 2 de octubre de 2013 y finalizó el 9 del mismo mes. La cantante Leah Labelle fue la encargada de los actos de apertura.

## Sencillos

### We Get By
«We Get By», fue lanzado como el primer sencillo promocional del álbum el 15 de noviembre de 2012. Producido por the Backpackkids y coescrito por JoJo, Austin Brown, Scott Bruzenak, y Tommy Parker.

### Andre
«Andre», fue lanzado como el segundo sencillo promocional del álbum el 30 de noviembre de 2012. La canción fue escrita por JoJo con la producción de Mr. Franks, e inspirada en el álbum The Love Below (2003) del rapero OutKast. Desde entonces, la canción ha recogido algunos Airplay al igual que su anterior sencillo «Demonstrate» a pesar de no ser atendida en la radio. El video musical de «Andre» fue dirigido por Patrick "Embryo" Tapu, mientras que la idea para el video estuvo a cargo de Blackwell Cooper y producida por Samuel Sánchez. La filmación del video se inició el 27 de enero de 2013 en el centro de Los Ángeles y tomó catorce horas. En un detrás de escenas del video, podemos apreciar a JoJo llevando pantalones elegante de tiro bajo diseñado por Joy Rich, mientras se realiza en una azotea con vistas a la ciudad y delante de obras de arte.
El video musical fue estrenado de manera mundial el 21 de marzo de 2013 en exclusiva para la revista Complex Magazine. El video incluye cameos de Leah LaBelle, Karina Pasian, Francia Raisa, Leven Rambin, Denise Janae y su guitarrista JinJoo Lee.

### Thinking Out Loud
«Thinking Out Loud» fue lanzado como el tercer sencillo promocional del mixtape pero en una versión extendida. La canción fue escrita por JoJo, Austin Brown y Scott Bruzenak, quien también la produjo. Un video musical para su promoción fue filmado el 29 de mayo en Downtown, Los Ángeles, con el director Aaron A.

## Listado de canciones
| N.º | Título                            | Escritor(es)                                          | Productor(es)                  | Duración |  |
| 1.  | «Back2thebeginningagain»          | Joanna Levesque, Jahi Sundance                        | State of Emergency, Thundercat | 1:29     |  |
| 2.  | «We Get By»                       | Levesque, Austin Brown, Tommy Parker, Scott Bruzenak  | The Backpackkids               | 4:00     |  |
| 3.  | «Interlude Un»                    |                                                       |                                | 0:14     |  |
| 4.  | «Take the Canyon»                 | Levesque, Brown, Bruzenak                             | Austin Brown, Scott Bruzenak   | 4:13     |  |
| 5.  | «Billions»                        | Levesque, Brown, Bruzenak, Kelly Parker, Pavel Gitnik | Scott Bruzenak                 | 3:57     |  |
| 6.  | «Interlude Deux: Joel's Jam»      | Joel Levesque                                         |                                | 0:29     |  |
| 7.  | «Thinking Out Loud»               | Levesque, Brown, Bruzenak                             |                                | 1:07     |  |
| 8.  | «Interlude Trois: Love This Shit» |                                                       |                                | 0:23     |  |
| 9.  | «White Girl in Paris»             | Joni Mitchell                                         | Scott Bruzenak                 | 2:58     |  |
| 10. | «LTS Reprise»                     |                                                       |                                | 0:24     |  |
| 11. | «Andre»                           | Joanna Levesque                                       | Mr. Franks                     | 3:51     |  |
| 12. | «St. Patrick's Day Interlude»     |                                                       |                                | 0:58     |  |
| 13. | «Can't Handle the Truth»          | Levesque, Elijah Blake                                | Boi-1da                        | 3:24     |  |